# Economie van de Han-dynastie

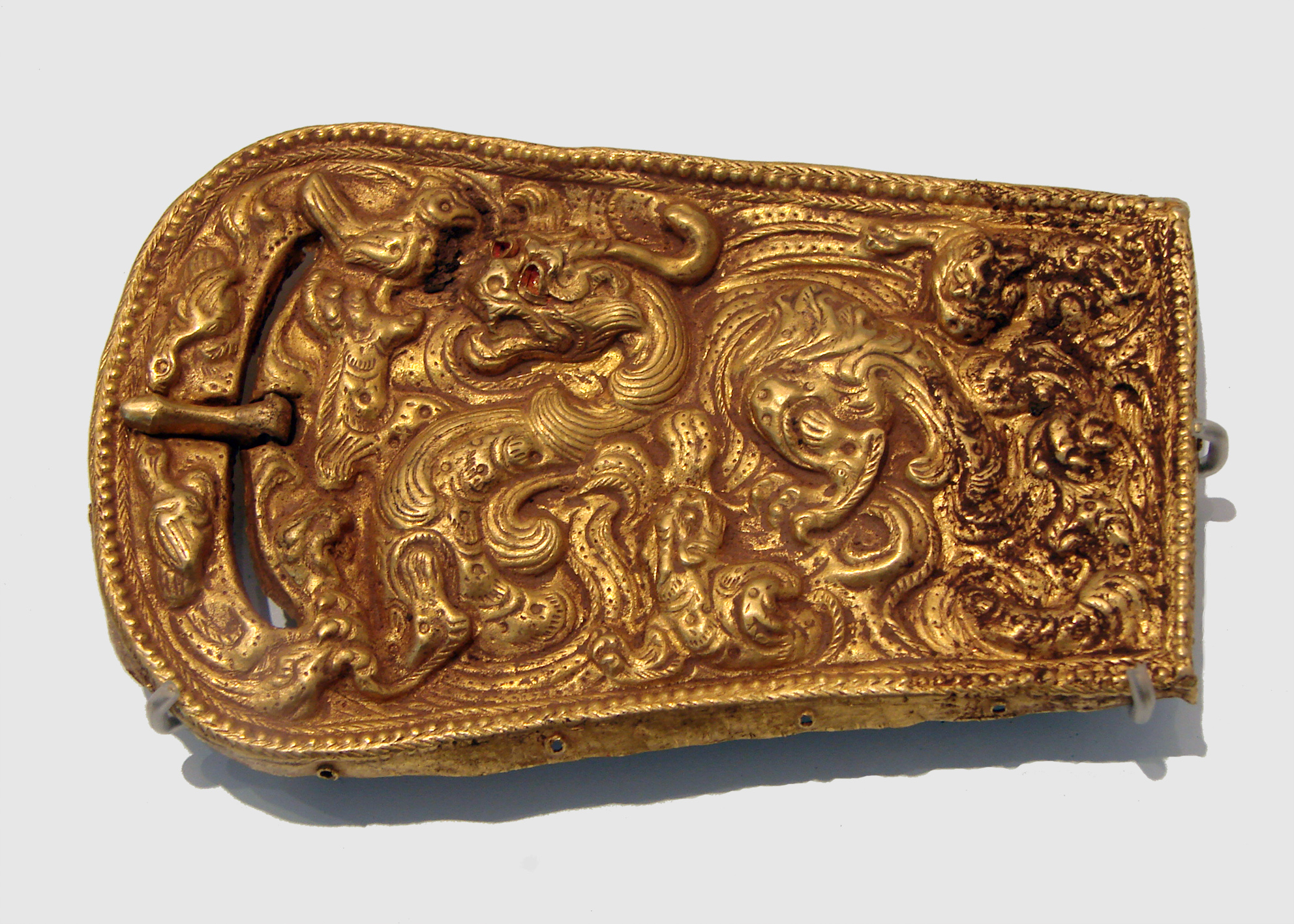
Een gouden riemhaak, gehamerd en gebeiteld met ontwerpen van mythische dieren en vogels.

De Han-dynastie (206 v.Chr. - 220 n.Chr.) in het antieke China beleefde contrasterende perioden van economische voor- en tegenspoed. De Han-dynastie wordt gewoonlijk verdeeld in drie perioden: de Westelijke Han-dynastie (206 v.Chr. - 9 n.Chr.), de Xin-dynastie (9 - 23 n.Chr.) en de Oostelijke Han-dynastie (25 n.Chr. - 220 n.Chr.). De Xin-dynastie, die werd opgericht door de voormalige regent Wang Mang, vormde een korte tussenperiode in een langdurige periode van 400 jaar Han-bestuur. Na de val van Wang Mang werd de hoofdzetel verplaatst van Chang'an naar de meer oostelijk gelegen stad Luoyang. Als gevolg hiervan noemen historici de naam van de opeenvolgende tijdperken respectievelijk de Westelijke en de Oostelijke Han-dynastie.

## Achtergrond
De Han-economie kenmerkte zich door een aanzienlijke bevolkingsgroei, voortschrijdende verstedelijking, een ongekende groei van industrie en handel en overheidsexperimenten met nationalisering. In dit tijdperk nam het slaan van munten snel in belang toe. Het aantal in omloop zijnde munten groeide sterk. Hierdoor werd een fundament gelegd voor een stabiel monetair systeem. De zijderoute vergemakkelijkte de oprichting van handelsposten, en posten waar de Chinezen tributen in ontvangst namen. Hierdoor ontstond meer contact met buitenlandse stammen en staten in Eurazië, waarvan vele voorheen nog onbekend waren in het antieke China. De keizerlijke hoofdsteden van zowel de Westelijke (Chang'an) als de Oostelijke Han (Luoyang) behoorden op dat moment tot de grootste steden in de wereld, zowel wat betreft het aantal inwoners als de oppervlakte van de stad. In deze steden werden in overheidsateliers meubels en andere decoraties voor de paleizen van de Chinese keizer gemaakt en goederen voor het gewone volk geproduceerd. De overheid hield toezicht op de aanleg van wegen en bruggen. De aanleg hiervan vergemakkelijkte de binnenlandse communicatie, niet alleen voor de overheidsinstellingen, maar ook de handel. Onder het Han-bestuur konden industriëlen, groothandelaren en kooplieden - van kleine winkeliers tot vermogende zakenlieden - zich toeleggen op een breed scala van bedrijvigheid en handel in de binnenlandse, de publieke, maar ook de militaire sferen.
In de vroege Han-periode waren landelijke boeren nog grotendeels zelfvoorzienend, maar geleidelijk aan begonnen zij ook mee te doen aan commerciële uitwisselingen met vooral de rijke landeigenaren van grote agrarische landgoederen. Veel boeren kregen schulden, die zij vervolgens niet meer konden afbetalen. Hierdoor raakten zij hun land kwijt en werden zij gedwongen om loonarbeiders te worden. In andere gevallen werden zij gedwongen om hun bedrijf voort te zetten als pachters van de grondbezittende klassen. De Han-overheid streefde er voortdurend naar om economische hulp te bieden aan arme boeren, die moesten concurreren met machtige en invloedrijke edelen, landeigenaren en handelaren. De regering probeerde de macht van deze rijke groepen door middel van hoge belastingen en bureaucratische regelgeving te beperken. Keizer Han Wudi (regeerde van 141-87 v.Chr.) nationaliseerde zelfs de ijzer- en zoutindustrie; tijdens de Oostelijke Han-dynastie werden deze overheidsmonopolies echter weer ingetrokken. In de late 2e eeuw voor Christus verzwakte de toenemende overheidsinterventie de commerciële handelaarsklasse ernstig. Dit stelde rijke landeigenaren in de gelegenheid om hun macht te vergroten en de voortzetting van een agrarisch-gedomineerde economie te verzekeren. De rijke landheren gingen uiteindelijk ook de commerciële activiteiten domineren, dit terzelfder tijd dat zij controle hielden over de landelijke boeren - van wie de regering afhankelijk was voor hun belastinginkomsten - en arbeid in de publieke werken sector. In de jaren 180 hadden de economische en politieke crises ervoor gezorgd dat de Han-regering sterk was gedecentraliseerd, dit terwijl de grootgrondbezitters in hun gemeenschappen steeds onafhankelijker en machtiger werden.

## Verstedelijking en bevolkingsgroei
Tijdens de Periode van de Strijdende Staten (403-221 v.Chr.) leidde de ontwikkeling van de particuliere handel, nieuwe handelsroutes, ambachtelijke bedrijven en een geldeconomie tot de groei van nieuwe stedelijke centra. Deze centra verschilden wezenlijk van oudere steden, die vooral als machtbasis voor de adel hadden gediend. De invoering van een gestandaardiseerde, landelijke munt tijdens de Qin-dynastie (221-206 v.Chr.) vergemakkelijkte de lange afstandshandel tussen steden. Vele Han-steden werden zeer groot: de hoofdstad van de Westelijke Han, Chang'an, had ongeveer 250.000 inwoners, terwijl de hoofdstad van de Oostelijke Han, Luoyang, ongeveer 500.000 inwoners telde. De bevolking van het Han-rijk telde volgens de fiscale volkstelling van 2 n.Chr. 57,6 miljoen mensen, verdeeld over 12.366.470 huishoudens.
De meerderheid van de gewone mensen die de steden bevolkten, leefde in uitgestrekte stedelijke en voorstedelijke gebieden buiten de stadsmuren en poortgebouwen. Het totale stedelijk gebied van Chang'an met inbegrip van de uitbreidingen buiten de stadmuren was 36 km2, terwijl het totale stedelijk gebied van Luoyang inclusief uitbreidingen buiten de muren 24,5 km2 bedroeg. Zowel Chang'an als Luoyang hadden twee prominente marktplaatsen; elke markt kende een twee verdiepingen tellend regeringskantoor met een vlag en een trommel op het dak. Marktmeesters waren belast met de ordehandhaving, het innen van belastingen, het maandelijks bepalen van de standaard grondstoffenprijzen en het autoriseren van contracten tussen handelaren en klanten.

## Variaties in de valuta
Tijdens de vroege Westelijke Han-periode sloot keizer Han Gaozu (regeerde 202-195 v.Chr.) de munthuizen van de overheid ten gunste van muntgeld dat door de private sector geproduceerd werd. De weduwe van Gaozu, keizerin Lü Zhi, schafte in 186 v.Chr. als grootkeizerin-weduwe het privaat slaan van munten af. Ze gaf eerst een door de overheid geslagen bronzen munt met een gewicht van 5,7 gram uit. Deze munt werd in 182 v.Chr. gevolgd door een munt met een gewicht van 1,5 gram. Deze overgang naar een lichtere munt veroorzaakte wijdverspreide inflatie, waardoor keizer Han Wendi (regeerde 180-157 v.Chr.) in 175 v.Chr. gedwongen werd het verbod van het privaat slaan van munten op te heffen; private munthuizen kregen het voorschrift munten met een gewicht van precies 2,6 gram te slaan. In 144 v.Chr., tijdens het einde van het regime van keizer Han Jingdi (regeerde 157-141 v.Chr.), werd het privaat slaan van munten weer afgeschaft. Desondanks bleef de bronzen munt van 2,6 gram door zowel centrale als lokale overheden tot 120 v.Chr. geslagen worden. In dat jaar werd dit gewicht voor de tijdsduur van een jaar vervangen door een gewicht van 1,9 gram. Rond deze tijd werden ook andere valuta's geïntroduceerd. Bankbiljetten gemaakt van geborduurd wit hertenleer, met een nominale waarde van 400.000 bronzen munten, werden gebruikt om overheidsinkomsten te verzamelen. Keizer Wu introduceerde ook drie munten, die werden gemaakt van een legering van tin en zilver, met waarden van respectievelijk 3.000, 500, en 300 bronzen munten. Deze munten wogen alle drie minder dan 120 gram.
In 119 v.Chr. gaf de regering de bronzen Wushu (五 铢) munt uit. Deze munt had een gewicht van 3,2 gram en zou tot de Tang-dynastie (618-907 n.Chr.) bijna zevenhonderd jaar de standaard valuta in China blijven. Tijdens de korte onderbrekende Xin-dynastie (9-23 n.Chr.) van Wang Mang (45 v.Chr. - 23 n.Chr.) introduceerde de regering in 7, 9, 10 en 14 n.Chr. een aantal nieuwe denominaties. Deze nieuwe eenheden (waaronder brons mesgeld, goud, zilver, schildpad, en kaurivaluta's) hadden vaak een marktprijs die ongelijk was aan hun gewicht, als gevolg waarvan de waarde van muntgeld daalde. Toen de grootschalige burgeroorlogen die volgden op de afzetting van Wang in omvang afnamen, werd de wushu-munt in 40 n.Chr. op instigatie van Ma Yuan (14 v.Chr. - 49. n.Chr.) door keizer Han Guangwudi (regeerde 25-57 n.Chr.) heringevoerd.
Aangezien de door lokale prefecturen uitgegeven munten vaak van inferieure kwaliteit en lichter van gewicht waren, sloot de centrale regering in 113 voor Christus alle lokale munthuizen. Zij kende aan de hoofdinspecteur van Waterwegen en Parken het exclusieve recht toe om munten te slaan. Hoewel de kwestie van de centrale regeringsmunten aan het begin van Oostelijke Han-dynastie werd gedelegeerd aan het kantoor van de Minister van Financiën (een van de Negen Ministers van de centrale regering), behield de centrale overheid haar monopolie over het slaan van munten.
Gary Lee Todd (Ph.D. in geschiedenis aan de Universiteit van Illinois in Urbana-Champaign en hoogleraar geschiedenis aan de Sias International University in Xinzheng, Henan, China) toont op zijn website de volgende beelden van munten die tijdens de Westelijke Han- en Xin-periodes zijn geslagen:

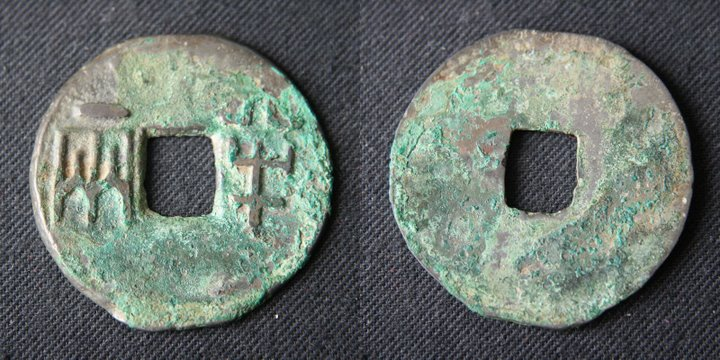
Een munt die is uitgegeven gedurende het bewind van keizerin Lü Zhi (regeerde 187–180 v.Chr.), 34 mm in diameter.
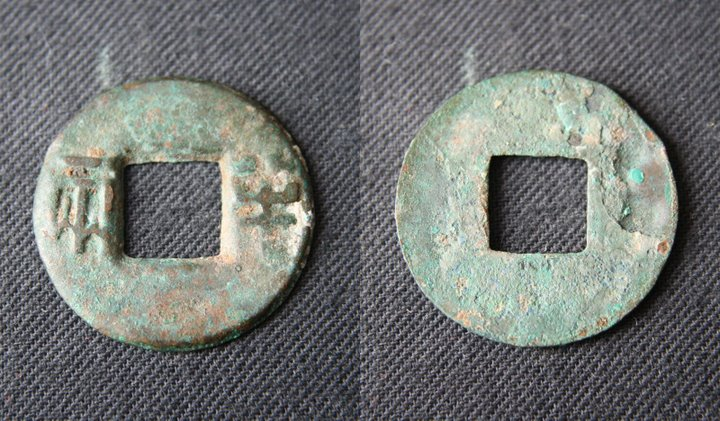
Een munt die is uitgegeven gedurende het bewind van keizer Han Wendi (regeerde 180–157 v.Chr.), 24 mm in diameter.
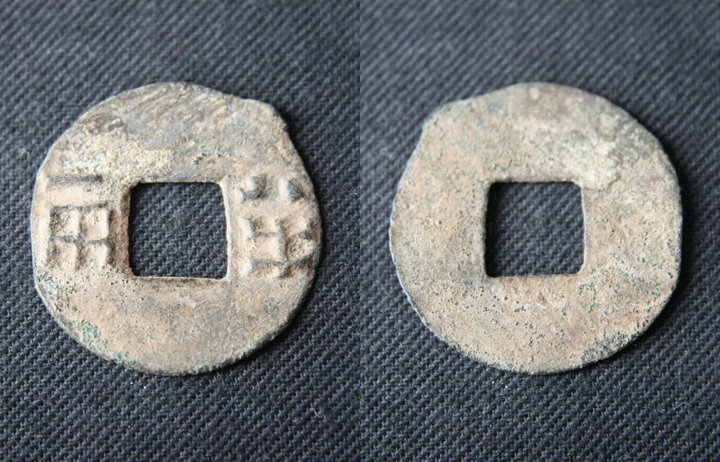
Een munt die is uitgegeven in de eerste regeringsjaren van keizer Han Wudi (regeerde 141–87 v.Chr.), gemaakt van lood en uitgegeven voordat het overheidsmonopolie was ingesteld; deze munt is 22 tot 23 mm in diameter.
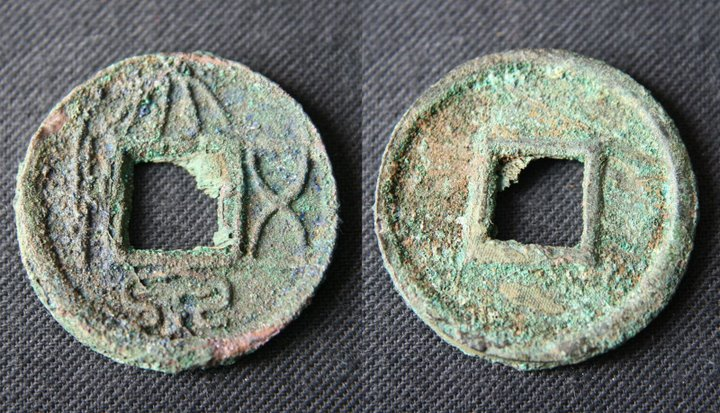
Een munt die is uitgegeven gedurende het regentschap van Wang Mang (6–9 n.Chr.), 28 mm in diameter.
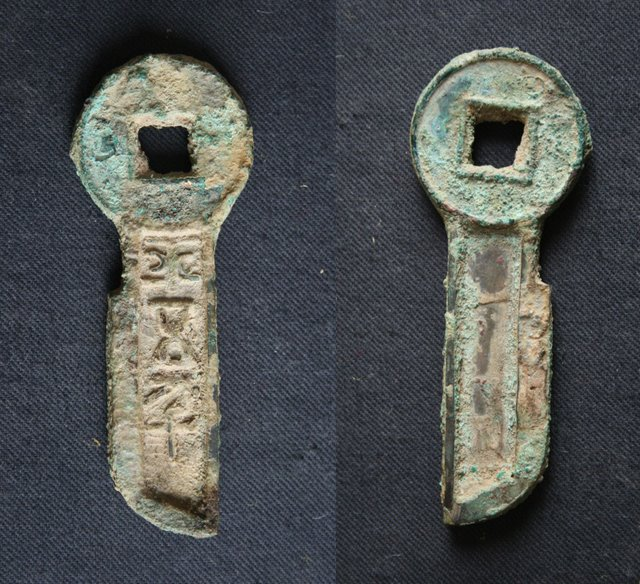
Een munt in de vorm van een mes die is uitgegeven gedurende het bewind van Wang Mang (9–23 n.Chr.).
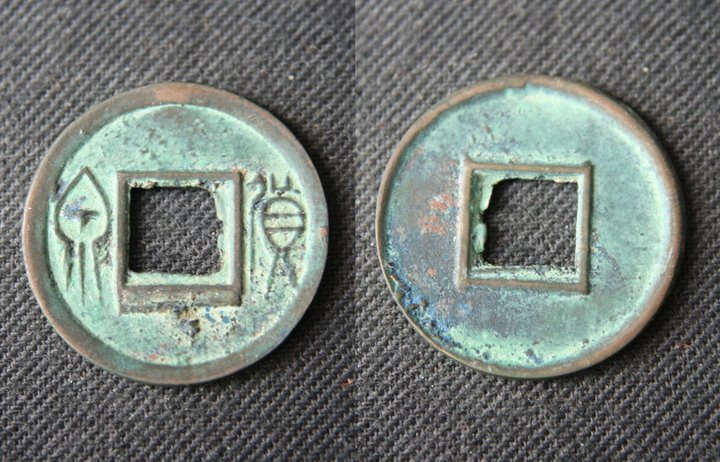
Een munt die is uitgegeven gedurende het bewind van Wang Mang (9–23 n.Chr.), 20 mm in diameter.

## Geldcirculatie en salarissen

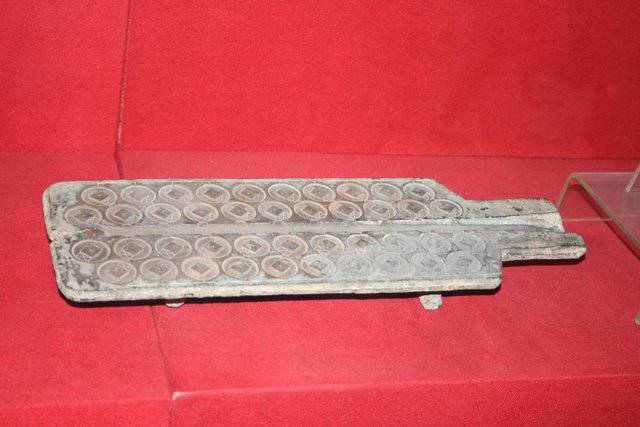
Een bronzen mal uit de Han-dynastie voor het slaan van wuzhu (五 铢) munten. Deze munten hebben een vierkant gat in het midden, zodat ze aan een snoer konden worden geregen, wat het de mensen mogelijk maakte om veel munten met zich mee te dragen.

Handelaren en boeren betaalden vermogens en hoofdelijke belastingen in klinkende munt en grondbelasting in de vorm van een deel van de opbrengst van hun oogst. Boeren verkregen munten door als loonarbeiders voor rijke landeigenaren te werken, in bedrijven, zoals brouwerijen, of door de verkoop van agrarische producten en zelfgemaakte waren op stedelijke markten. De Han-regering zal het innen van belastingen in klinkende munt de makkelijkste methode hebben gevonden, omdat dit het transport van belaste goederen overbodig maakte.
Van 118 v.Chr. tot 5 n.Chr. sloeg de regering in totaal 28 miljard munten, wat een jaarlijks gemiddelde van 220 miljoen munten betekende (of 220.000 snoeren van 1.000 munten). Ter vergelijking, tijdens de Tianbao periode (天宝) (742-755 n.Chr.) van de Tang-dynastie werden er 327 miljoen munten per jaar geproduceerd, terwijl er tijdens de Song-dynastie (960-1279) in 1045 zo'n 3 miljard en in 1085 bijna 6 miljard munten werden geslagen. De hoeveelheid muntgeld dat iemand bezat werd al gedurende de Oostelijke Han-dynastie de gebruikelijke maat van zijn rijkdom; veel lonen werden uitsluitend contant betaald. Diwu Lun (第五 伦) (verd. 40-85 n.Chr.), gouverneur van de provincie Shu (het moderne Sichuan), beschreef de rijkdom van zijn ondergeschikte ambtenaren niet in termen van hun grondbezit, maar in de vorm van hun totale geaggregeerde bezittingen die ongeveer 10 miljoen munten waard waren. Commerciële transacties waarbij honderdduizenden munten van eigenaar verwisselden waren gemeengoed.
Angus Maddison schat dat het bruto binnenlands product in China gelijk was aan $450 per hoofd van de bevolking (uitgedrukt in Amerikaanse dollars uit 1990); een bedrag dat hoger lag dan het bestaansminimum. Dit bedrag zou tot het begin van de Song-dynastie in de late 10e eeuw niet significant zijn gewijzigd. De sinoloog Joseph Needham heeft dit betwist en voerde aan dat China's bruto binnenlands product per hoofd van de bevolking dat van Europa vanaf de 5e eeuw v.Chr. met een aanzienlijke marges overschreed. Ook zou Han-China veel rijker zijn geweest dan het tegelijkbestaande Romeinse Rijk. De wijdverbreide circulatie van muntgeld verrijkte vele handelaren, die hun geld vervolgens in land investeerden en grootgrondbezitters werden. Inspanningen van de regering om geld in omloop te houden gaf zo macht aan die sociale klasse die de regering actief probeerde tegen te werken met zware belastingen, boetes, verbeurdverklaringen en prijsreguleringschema's.

## Grondeigenaren en boeren

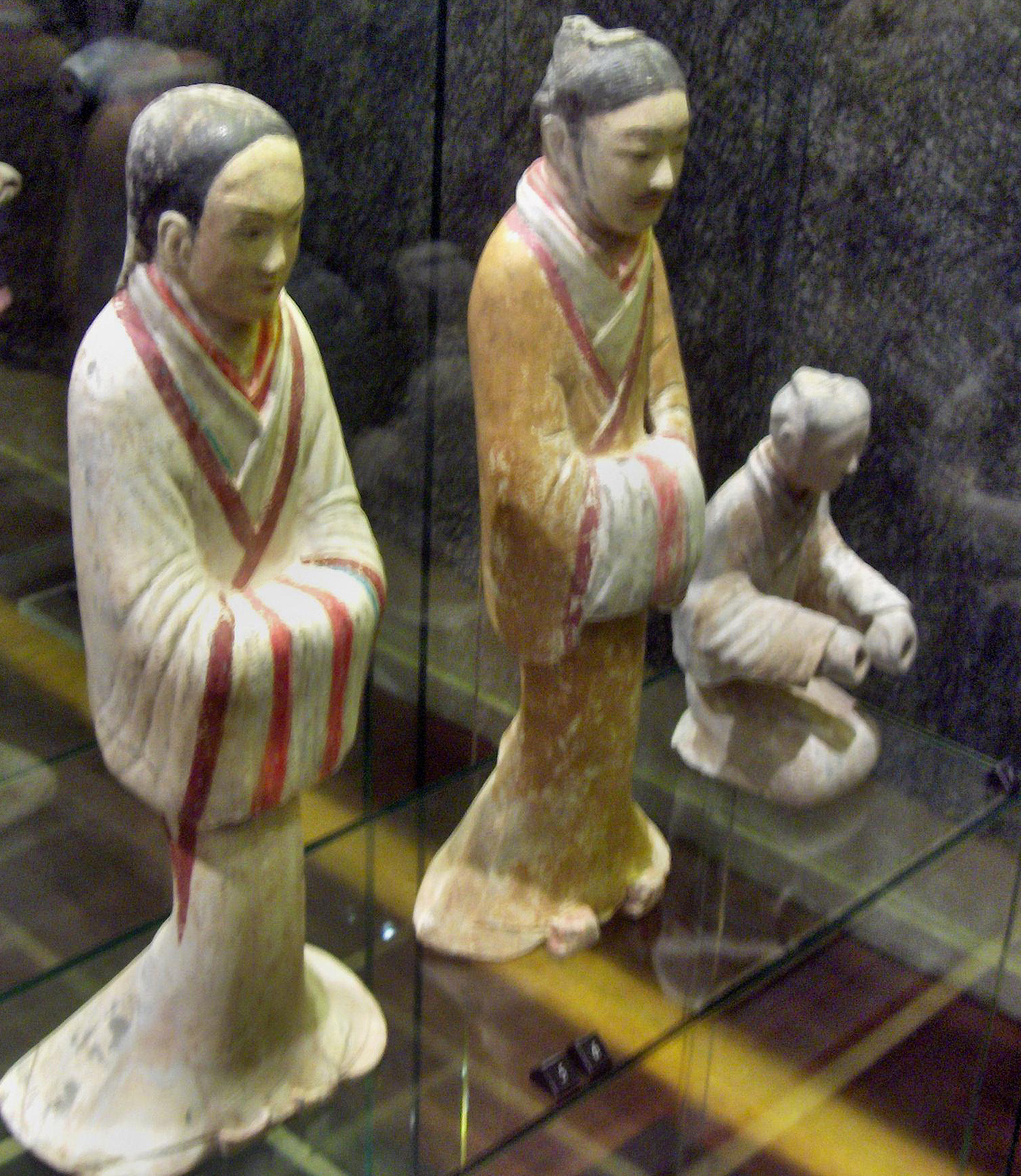
Een vrouwelijke bediende en mannelijke adviseur gekleed in zijden gewaden. Keramische beeldjes uit het Westelijke Han-tijdperk.

Nadat Shang Yang (overleden 338 v.Chr.) van het Land van Qin het gemeenschappelijke en aristocratische bronveldsysteem had afgeschaft in een poging om de macht van de adel te beteugelen, kon land in China voortaan worden gekocht en verkocht. Historische geleerden uit de Han-dynastie, zoals Dong Zhongshu (179-104 v.Chr.) schreven de opkomst van de klasse van rijke landeigenaren toe aan deze hervorming. De Han Feizi beschrijft het gebruik door deze grondeigenaren van loonarbeiders in de landbouw, een praktijk die teruggaat tot de 3e eeuw voor Christus, mogelijk zelfs eerder. Sommige landeigenaren hadden kleine aantallen slaven in eigendom, maar veel landeigenaren gaven de voorkeur aan boerenpachters die pacht betaalden met een deel van de opbrengst van hun oogst. Kleine grondbezitter-bebouwers waren talrijker dan pachters en leefden en werkten zelfstandig, maar vaak raakten zij op de lange termijn in de schulden en moesten zij hun grond aan de rijken verkopen. De ambtenaar bij de rechtbank Chao Cuo (overleden in 154 v.Chr.) voerde aan dat, als het gemiddelde onafhankelijke landeigenarengezin van vijf niet meer land kon verbouwen dan 4,57 hectare en niet meer dan 2000 liter graan per jaar kon produceren, dat natuurrampen en hoge belastingtarieven velen zouden dwingen om schulden te maken, waardoor zij gedwongen werden hun land, huizen, en zelfs hun kinderen te verkopen, en zo afhankelijk te worden van werk als pachtboer voor de grootgrondbezitters.
Ambtenaren aan het hof van keizer Han Aidi (regeerde 7-1 v.Chr.) probeerden hervormingen in te voeren door beperkingen voor te stellen in de hoeveelheid land die edelen en rijke landeigenaren legaal in bezit mochten hebben, maar zij slaagden er niet in om wetten dienaangaande te implementeren. Toen Wang Mang in 9 n.Chr. de regering overnam, schafte hij de aankoop en verkoop van grond af in een systeem genaamd Koningsvelden (王田). Dit was een variant op het oude bronveldsysteem, waarbij de overheid eigenaar van het land was en aan elke boer een gelijke hoeveelheid grond gaf om te cultiveren. Binnen drie jaar dwongen de klachten van rijke landeigenaren en edelen Wang Mang om zijn hervorming te herroepen. Nadat de keizers Han Gengshidi (regeerde 23-25 n.Chr.) en Han Guangwudi (regeerde 25-57 n.Chr.) de Han-dynastie hersteld hadden, vertrouwden ze op de grootgrondbezitfamilies om hun positie veilig te stellen. Veel van de keizerlijke ambtenaren werden nu ook rijke grootgrondbezitters.
Tijdens de late Oostelijke Han-periode waren de boeren grotendeels landloos geworden en dienden zij de rijke landeigenaren. Dit kostte de overheid aanzienlijke belastinginkomsten. Hoewel de centrale regering onder leiding van keizer Han Hedi (regeerde 88-105 n.Chr.) de belastingen in tijden van natuurrampen en andere tegenspoed verlaagden zonder dat dit veel effect had op de schatkist, waren de opeenvolgende heersers steeds minder goed in staat om in te spelen op de grote crises. De overheid moest al snel een beroep doen op lokale overheden om hulpinspanningen uit te voeren. Toen de centrale overheid er in 153 n.Chr. niet in slaagde de lokale overheden van middelen te voorzien toen er zich dat jaar zowel een lokale sprinkhanenplaag als een overstroming van de Gele Rivier voordeed, werden vele landloze boeren retainers van de grootgrondbezitters in ruil voor hulp. Patricia Ebrey schrijft dat de Oostelijke Han de overgangsperiode vormde "tussen de Westelijke Han - toen kleine zelfstandige boeren de overgrote meerderheid van de bevolking vormden - en de periodes van de Drie Koninkrijken (220-265 n.Chr.) en later de Zestien Koninkrijken (304-439 n.Chr.), toen op grote familielandgoederen gebruik werd gemaakt van onvrije arbeid.
De Gele Tulbandenopstand van 184 n.Chr., de slachting van de eunuchen in 189 n.Chr. en de campagne tegen Dong Zhuo in 190 n.Chr. destabiliseerde de centrale regering en Luoyang werd platgebrand. Op dit punt gingen particuliere en lokale macht het publieke gezag vervangen.
De laatste belangrijke poging om de macht van rijke landeigenaren in te perken kwam van de Han-kanselier en Koning van Wei Cao Cao (155-220 n.Chr.). Cao Cao richtte door de regering bestuurde agrarische kolonies voor landloze boeren op; in ruil voor het beschikbaar stellen en goedkope instrumenten moesten de boeren een deel van de opbrengst van hun oogst afstaan. In de jaren 120 v.Chr. had keizer Wu geprobeerd om agrarische kolonies te vestigen aan de noordwestelijke grens van het nieuw veroverde Hexi-corridor (in het moderne Gansu). 600.000 nieuwe kolonisten boerden op deze staatslanden; zij konden zaden, trekdieren en gereedschap lenen van de regering. Een keizerlijk edict uit 85 n.Chr. droeg de lokale overheden van commanderijen en ondergeschikte koninkrijken op om landloze boeren op staatsgronden te hervestigen, waar zij loon, zaaigoed en gereedschap zouden krijgen en waar zij vijf jaar vrijgesteld waren van pacht en drie jaar van hoofdelijke belasting. Het edict stond boeren ook toe om te allen tijde naar hun geboortearrondissement terug te keren. Ook latere regeringen, bijvoorbeelde die gedurende de Drie Koninkrijken, vestigden op basis van dezelfde modellen agrarische kolonies.

## Voetnoten
1. ↑  Nishijima, 1986, p. 574.
2. 1 2  Hinsch, 2002, p. 28.
3. ↑  Nishijima, 1986, p. 574-575; Stearns, Langer, 2001, p. 51.
4. ↑  Schinz, 1996, p. 136; Nishijima, 1986, p. 595-596.
5. ↑  Schinz, 1996, p. 140; Wang, 1982, p. 1-4 en 30.
6. ↑  Wang, 1982, p. 1-4, 30; Hansen, 2000, p. 135-136.
7. 1 2  Nishijima, 1986, p. 575-576.
8. 1 2 3  Nishijima, 1986, p. 586.
9. 1 2 3  Nishijima, 1986, p. 586-587.
10. ↑  Nishijima, 1986, p. 587.
11. ↑  Ebrey, 1986, p. 609; Bielenstein, 1986, p. 232-233; Nishijima, 1986, p. 588.
12. ↑  Nishijima, 1986, p. 587-588.
13. ↑  Bielenstein, 1980, p. 47 & 83.
14. ↑  (en)  China: Ancient Coinage. GaryLeeTodd.com (4 maart, 2009).
15. ↑  Nishijima, 1986, p. 600-601.
16. 1 2  Nishijima, 1986, p. 601.
17. 1 2  Nishijima, 1986, p. 588.
18. ↑  Ebrey, 1986, p. 612-613.
19. 1 2  Ebrey, 1986, p. 612.
20. ↑  Maddison, 2001, p. 259.
21. ↑  Maddison, 2007, p. 42.
22. 1 2 3  Nishijima, 1986, p. 556.
23. ↑  Nishijima, 1986, p. 556-557.
24. ↑  Nishijima, 1986, p. 556-557 & 577-578; Ebrey, 1999, p. 73-74; Wang, 1982, p. 58-59.
25. ↑  Nishijima, 1986, p. 557-558, zie ook Hucker, 1975, p. 183.
26. ↑  Nishijima, 1986, p. 557-558; Hansen, 2000, p. 134; Bielenstein, 1986, p. 232; Lewis, 2007, p. 23; Hucker, 1975, p. 183.
27. ↑  Nishijima, 1986, p. 558-559; zie ook Hucker, 1975, p. 183.
28. ↑  Nishijima, 1986, p. 558-559.
29. ↑  Ebrey, 1986, p. 621.
30. ↑  Ebrey, 1986, p. 621-622.
31. 1 2  Ebrey, 1974, p. 173-174.
32. ↑  de Crespigny, 2007, p. 515; Ebrey, 1999, p. 84; Beck, 1986, p. 344-345 & 347-349.
33. ↑  Wang, 1982, p. 61; Hucker, 1975, p. 183.
34. ↑  Deng, 1999, p. 76.
35. 1 2  Ebrey, 1986, p. 619.
36. ↑  Deng, 1999, p. 77.